# Gand (rivière)
Pour les articles homonymes, voir Gand (homonymie).
Le Gand est une rivière française qui coule dans le département de la Loire. C'est un affluent du Rhins en rive gauche, donc un sous-affluent de la Loire.

## Géographie
Le Gand naît dans les monts du Lyonnais, sur le territoire de Violay dans le département de la Loire.
Dès sa naissance, il se dirige vers le nord-ouest, direction qu'il maintient plus ou moins tout au long de son parcours de 28,1 km de longueur.
Il finit par se jeter dans le Rhins à Saint-Cyr-de-Favières.

### Communes et cantons traversés
La rivière traverse ou longe les communes suivantes (d'amont en aval) :
- Département de la Loire : Violay, Sainte-Colombe-sur-Gand, Saint-Just-la-Pendue, Croizet-sur-Gand, Fourneaux, Saint-Symphorien-de-Lay, Neaux et Saint-Cyr-de-Favières, toutes situées dans le département de la Loire.

### Toponymes
Le Gand a donné son nom aux deux communes de Sainte-Colombe-sur-Gand et Croizet-sur-Gand.

### Bassin versant
Le Gand traverse une seule zone hydrographique « Le Gand et ses affluents » (K097) de 107 km2 de superficie. Ce bassin versant est constitué à 77,19 % de « territoires agricoles », à 18,18 % de « forêts et milieux semi-naturels », à 3,86 % de « territoires artificialisés »

## Affluents
Le Gand a cinq tronçons affluents référencés dont :
- le Gantet (rd), 6,4 km sur les trois communes de Sainte-Colombe-sur-Gand, Saint-Cyr-de-Valorges, et Violay, avec un affluent
- la goutte du Désert (rg), 5,7 km sur les trois communes de Neulise, Saint-Symphorien-de-Lay, et Croizet-sur-Gand, avec un affluent
- le Grand Val (rg), 5,4 km sur les quatre communes de Neulise, Neaux, Saint-Cyr-de-Favières, et Vendranges, avec un affluent

### Rang de Strahler
Donc son rang de Strahler est de trois.

## Hydrologie
Le Gand est une rivière assez peu régulière, à l'instar de ses voisines issues des régions constituant le rebord oriental du massif central, et avant tout du Rhins. 

### Le Gand à Neaux
Son débit a été observé durant une période de 36 ans (1972-2007) à Neaux, localité du département de la Loire située peu avant son confluent avec le Rhins. La surface étudiée y est de 85 km2, soit la presque totalité du bassin versant de la rivière qui fait 90 km2.
Le module de la rivière à Neaux est de 0,888 m3/s.
Le Gand présente des fluctuations saisonnières de débit bien marquées, comme très souvent dans le haut bassin de la Loire. Les hautes eaux, en hiver et au printemps, se caractérisent par des débits mensuels moyens allant de 1,02 à 1,50 m3/s, de novembre à mai inclus (avec un maximum très net en février). À partir du mois de mars cependant, le débit diminue et constitue un plateau jusqu'à la fin du mois de mai, avec un léger sommet en avril. En juin le débit chute fortement, ce qui amène les basses eaux d'été. Celles-ci ont lieu de juillet à septembre inclus, entraînant une  baisse du débit mensuel moyen jusqu'à 0,195 m3/s au mois d'août ; ce qui reste assez consistant. Mais ces moyennes mensuelles ne sont que des moyennes et cachent des fluctuations bien plus prononcées sur de courtes périodes ou selon les années.

### Étiage ou basses eaux
Aux étiages, le VCN3 peut chuter jusque 0,001 m3/s (un litre) ; en cas de période quinquennale sèche, ce qui est très sévère, le cours d'eau étant alors réduit à quelques filets d'eau. Mais ce fait est fréquent parmi les rivières de la région.

### Crues
Les crues peuvent être importantes, compte tenu de la petitesse du bassin versant. Les QIX 2 et QIX 5 valent respectivement 14 et 22 m3/s. Le QIX 10 est de 27 m3/s, le QIX 20 de 33 m3/s, tandis que le QIX 50 se monte à 39 m3/s.
Le débit instantané maximal enregistré à Neaux a été de 58,4 m3/s le 2 décembre 2003, tandis que la valeur journalière maximale était de 41,3 m3/s le même jour. En comparant la première de ces valeurs à l'échelle des QIX de la rivière, il apparaît que cette crue était largement supérieure au niveau calculé par le QIX 50, et donc au moins centennale et vraisemblablement plus encore.

### Lame d'eau et débit spécifique
Le Gand est une rivière abondante. La lame d'eau écoulée dans son bassin versant est de 330 millimètres annuellement, ce qui est comparable à la moyenne d'ensemble de la France, et nettement supérieur à la moyenne du bassin de la Loire (plus ou moins 245 millimètres). C'est cependant un peu moindre que la prestation du Rhins (388 mm), du Sornin (515 millimètres), et même de l'Arroux (342 mm). Le débit spécifique (ou Qsp) atteint 10,4 litres par seconde et par kilomètre carré de bassin.